# Saison 7 d'American Horror Story
Chronologie
Saison 6 : Roanoke Saison 8 : Apocalypse
Cet article traite de la septième saison de la série d’anthologie horrifique American Horror Story : Cult.

## Synopsis
Ally, Ivy et Oz Mayfair-Richards, leur fils, habitent à Brookfield Heights, dans un quartier résidentiel typique des États-Unis. La famille vit paisiblement, tenant un restaurant apprécié, et est désormais loin de son sombre passé.
Néanmoins, la vie n'a pas toujours été si tranquille pour Ally. Ayant pourtant réussi à surpasser sa coulrophobie, sa trypophobie et son hématophobie grâce à l'aide de sa femme et de son psychothérapeute, le docteur Rudy Vincent , ses peurs refont tout à coup surface lorsque Donald Trump est élu président des États-Unis.
En parallèle, Kai Anderson, un mystérieux homme aux cheveux bleus, forme une secte composée d'individus souhaitant changer le système politique américain, aidé par sa morbide sœur Winter. Ils utilisent les peurs de chacun afin d'effrayer la ville et d'inciter les citoyens à voter pour Kai, lui permettant ainsi d'être élu au conseil municipal.
Persuadée qu'on aspire à faire du mal à sa famille, bien qu'Ivy pense qu'elle est en plein épisode psychotique, Ally se verra prendre des mesures drastiques pour protéger ceux qu'elle aime, au péril de tout ce à quoi elle croit.

## Distribution

### Acteurs principaux
- Sarah Paulson (VF : Mélody Dubos) : Allyson « Ally » Mayfair-Richards
  - Susan « Sexy Sadie » Atkins (épisode 10)
- Evan Peters (VF : Hervé Grull) : Kai Anderson
  - Andy Warhol (épisode 7)
  - Jim Jones (épisode 9)
  - David Koresh (épisode 9)
  - Marshall Applewhite (épisode 9)
  - Jésus-Christ (épisode 9)
  - Charles Manson (épisodes 10, 11)
- Cheyenne Jackson (VF : Damien Ferrette) : Docteur Rudy Vincent
- Billie Lourd (VF : Sarah Marot) : Winter Anderson
  - Linda Kasabian (épisode 10)
- Alison Pill (VF : Jessica Monceau) : Ivy Mayfair-Richards

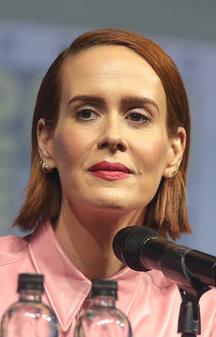
Sarah Paulson dans le rôle d'Allyson Mayfair-Richards
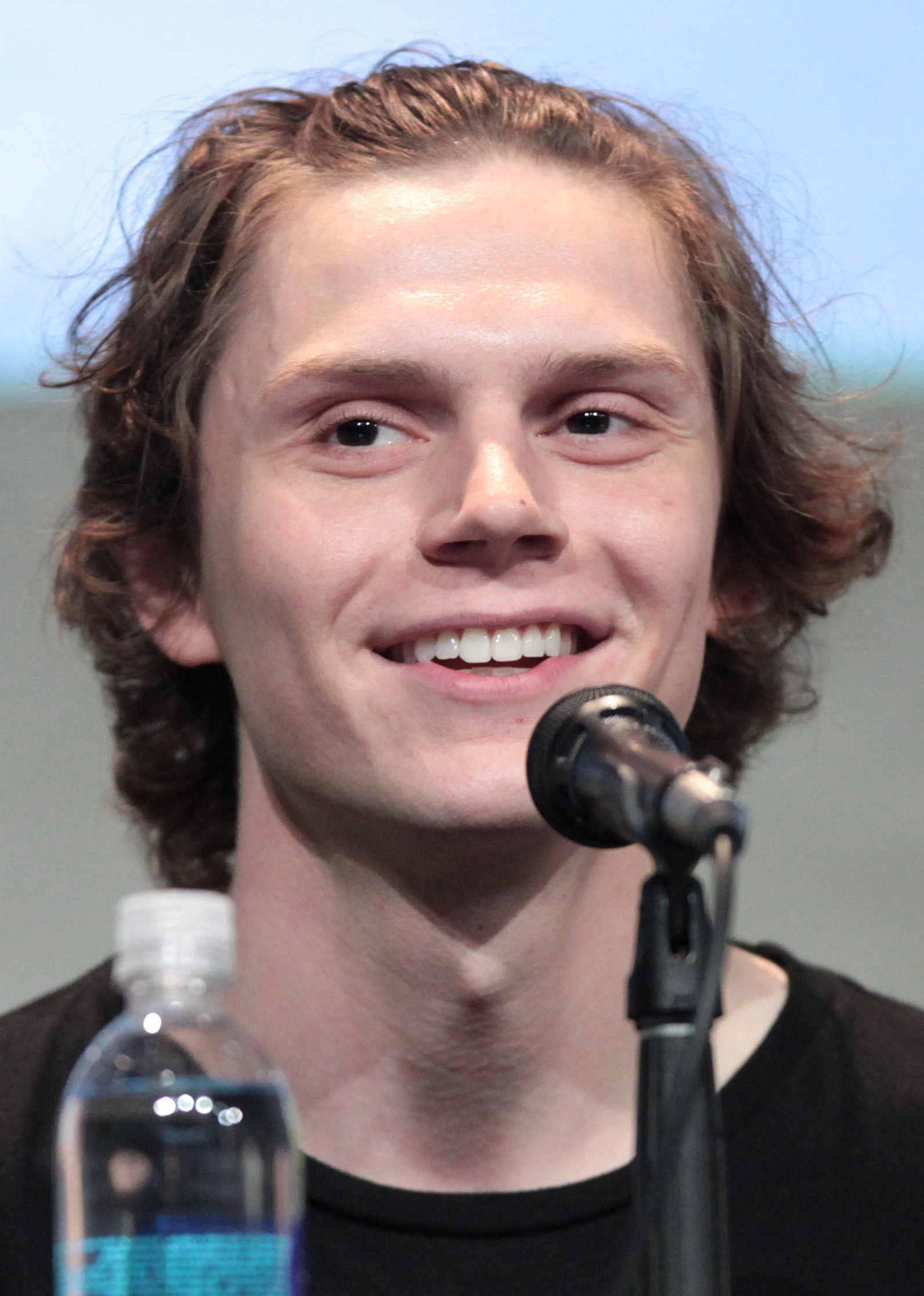
Evan Peters dans le rôle de Kai Anderson
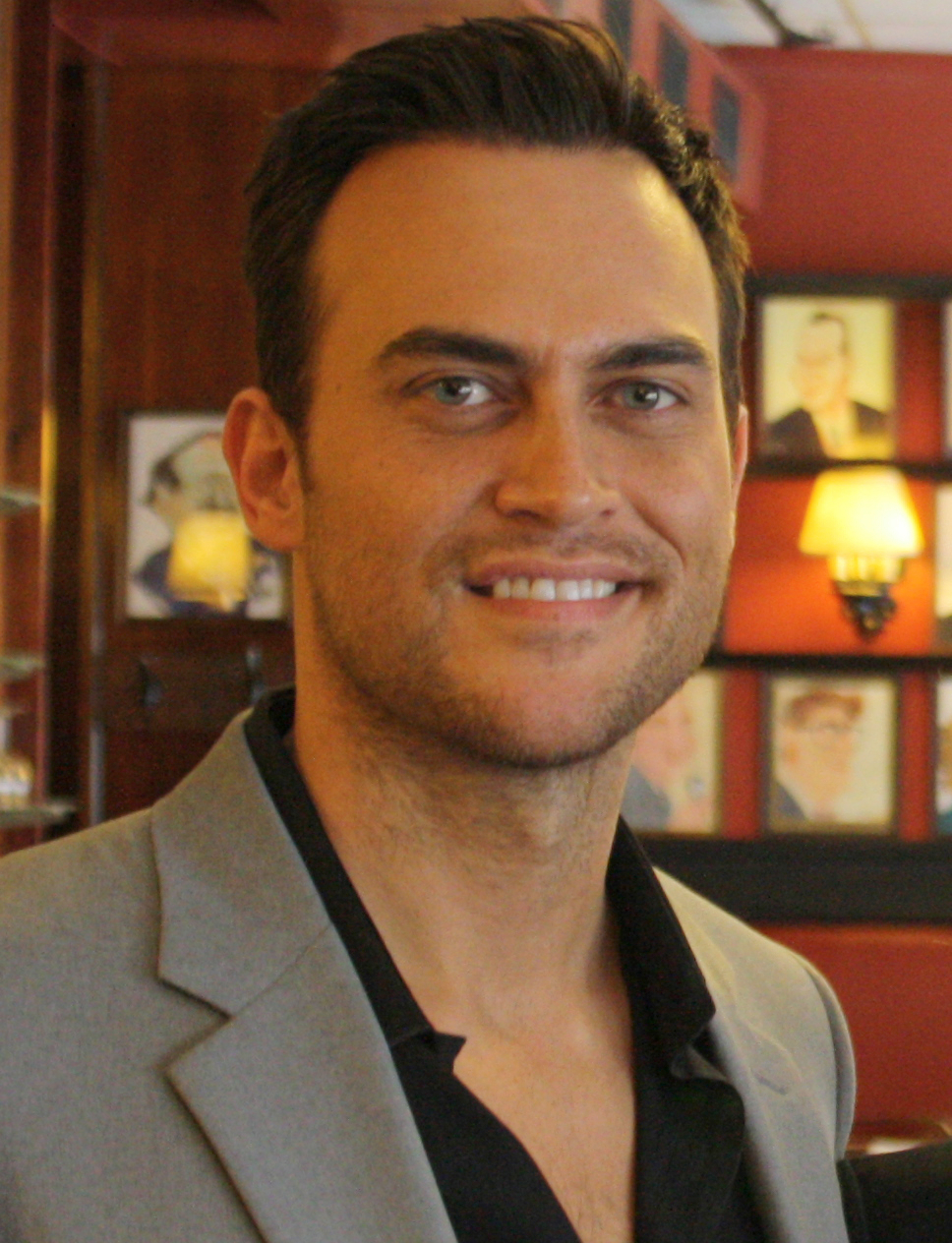
Cheyenne Jackson dans le rôle du Docteur Rudy Vincent
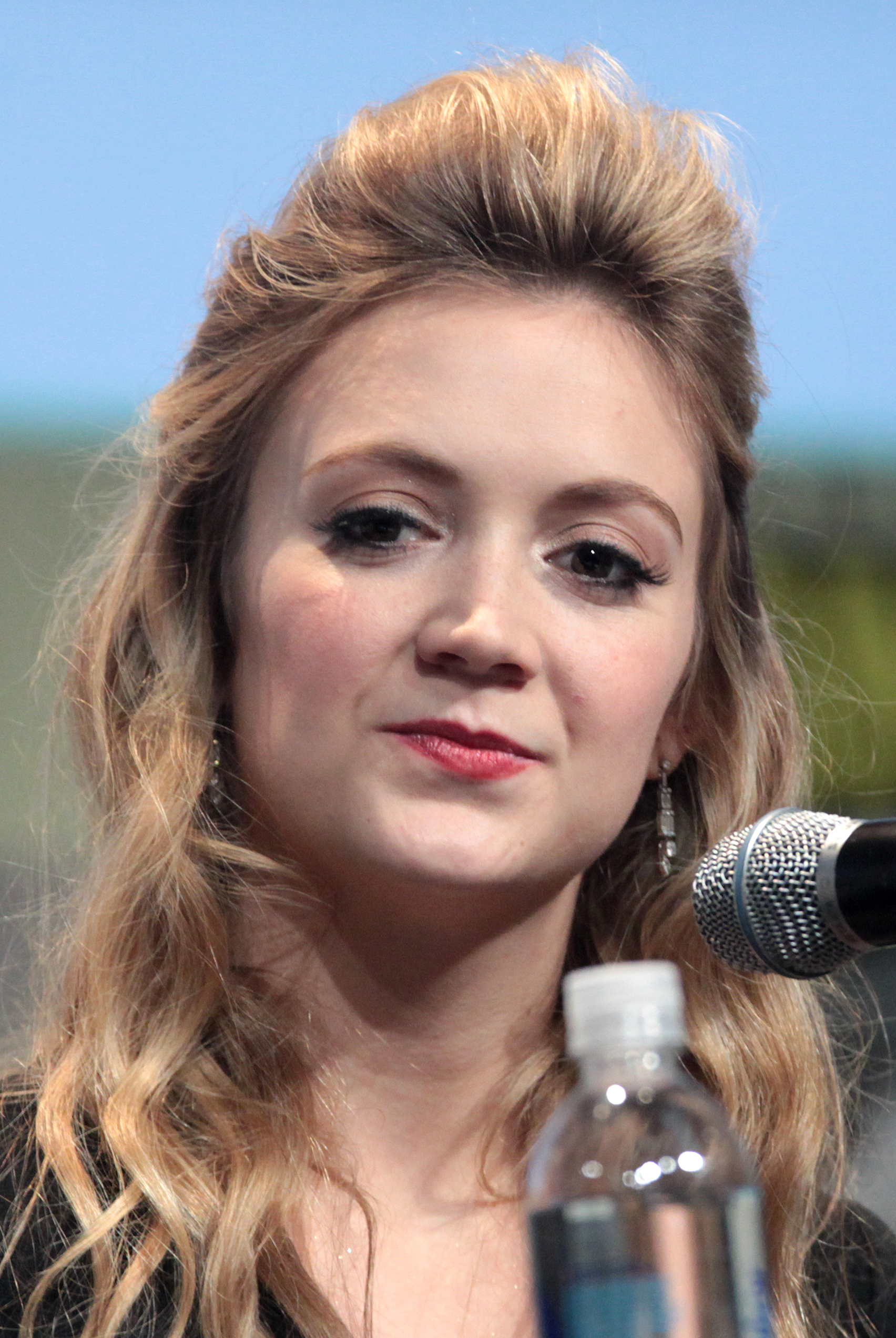
Billie Lourd dans le rôle de Winter Anderson
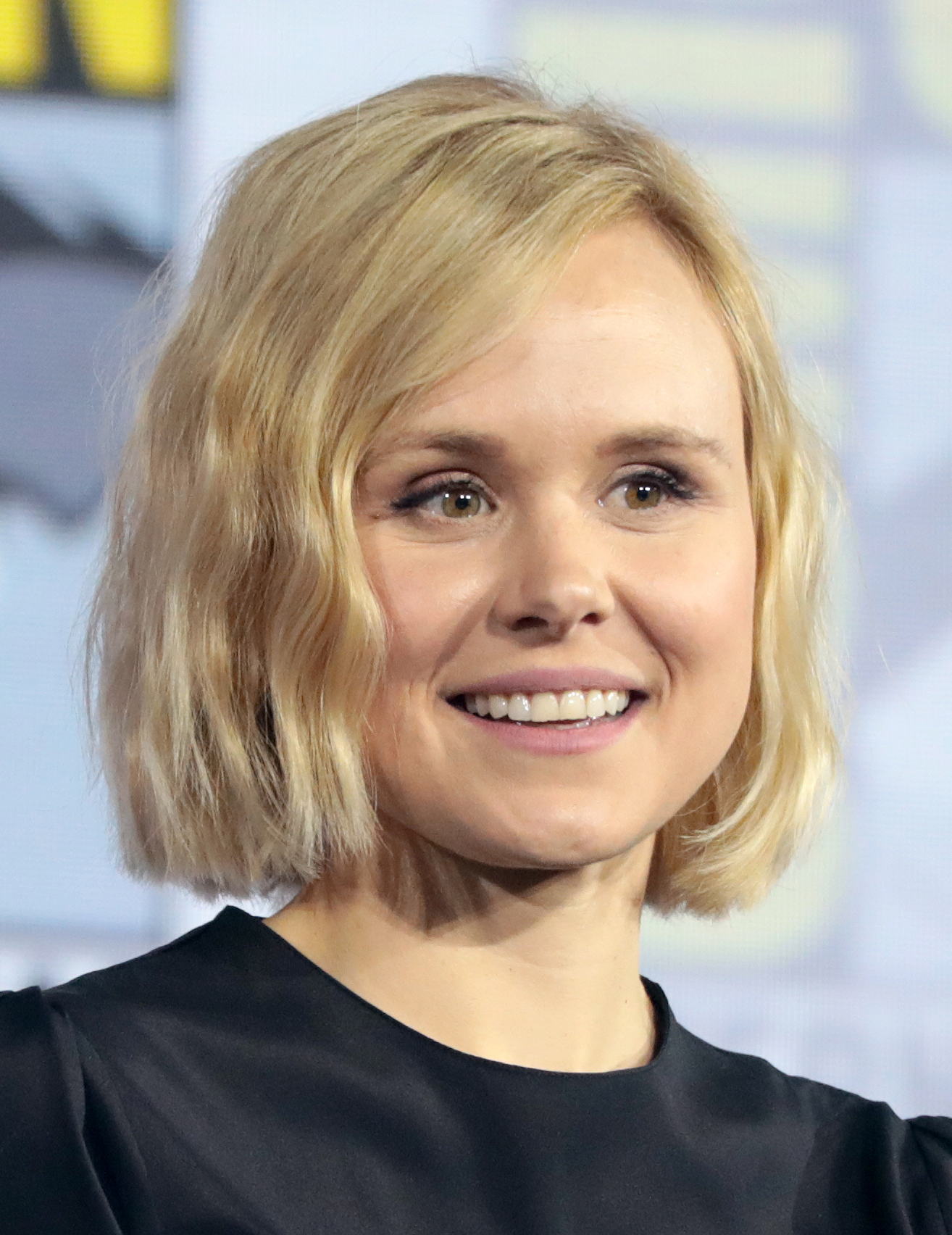
Alison Pill dans le rôle d'Ivy Mayfair-Richards

### Acteurs récurrents
- Adina Porter (VF : Laura Zichy) : Beverly Hope
- Cooper Dodson (VF : Maryne Bertieaux) : Ozymandias « Oz ; Ozzie » Mayfair-Richards
- Leslie Grossman (VF : Julie Turin) : Meadow Wilton (épisodes 2 à 6)
  - Patricia Krenwinkel (épisode 10)
- Billy Eichner (VF : Fabrice Lelyon) : Harrison Wilton (épisodes 2 à 7)
  - Charles « Tex » Watson (épisode 10)
- Dermot Mulroney (VF : Constantin Pappas) : Bob Thompson
- Colton Haynes (VF : Fabrice Fara) : Détective Jack Samuels
- Chaz Bono (VF : Gaël Zaks) : Gary K. Longstreet
- James Morosini (VF : Rémi Caillebot) : R.J.
- Cameron Cowperthwaite (VF : Glen Hervé) : Speedwagon

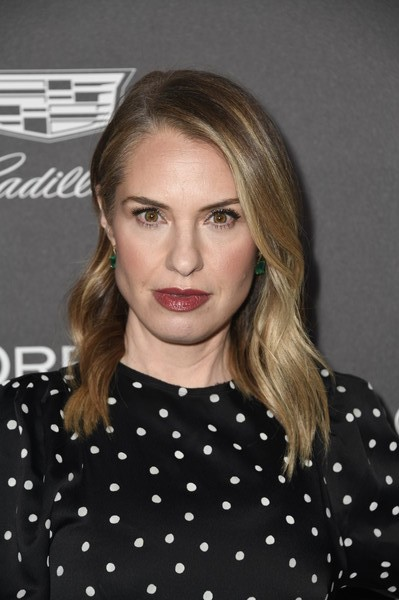
Leslie Grossman interprète Meadow Wilton et Patricia Krenwinkel
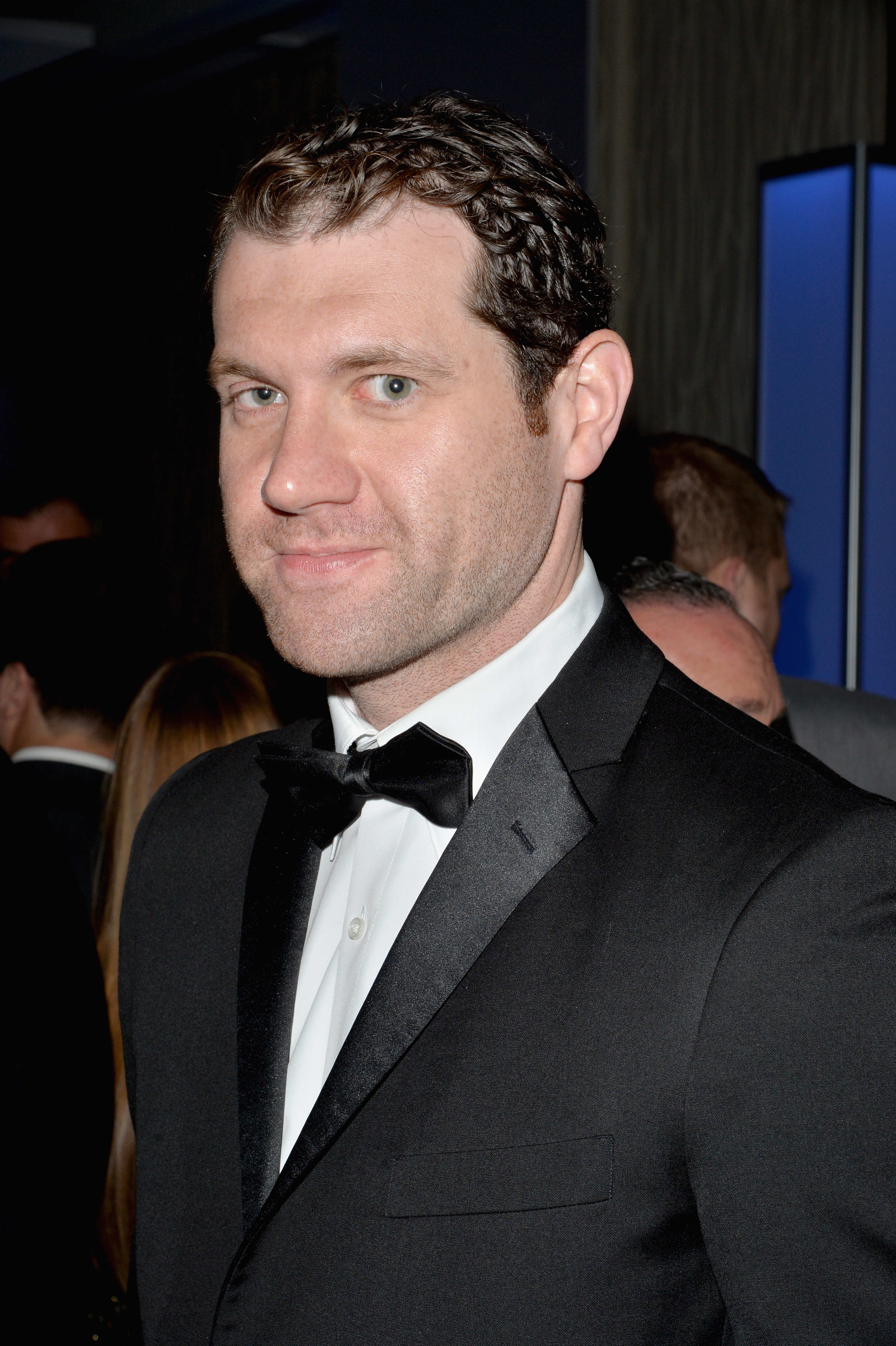
Billy Eichner interprète Harrison Wilton et Charles « Tex » Watson
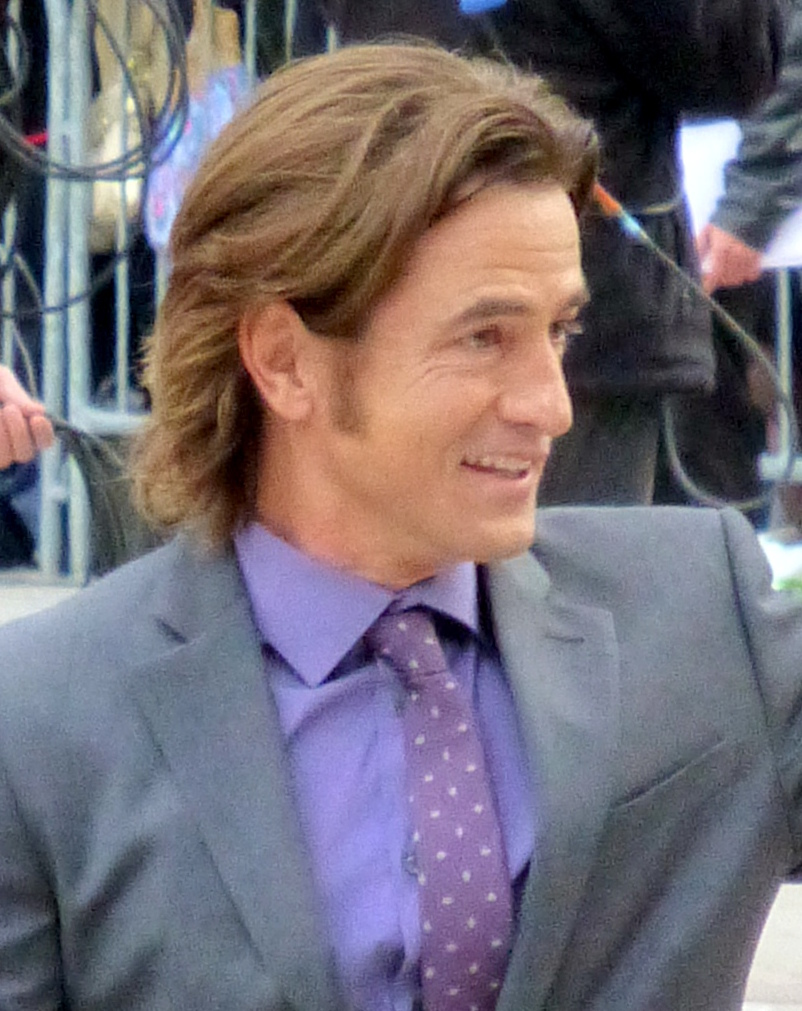
Dermot Mulroney interprète Bob Thompson
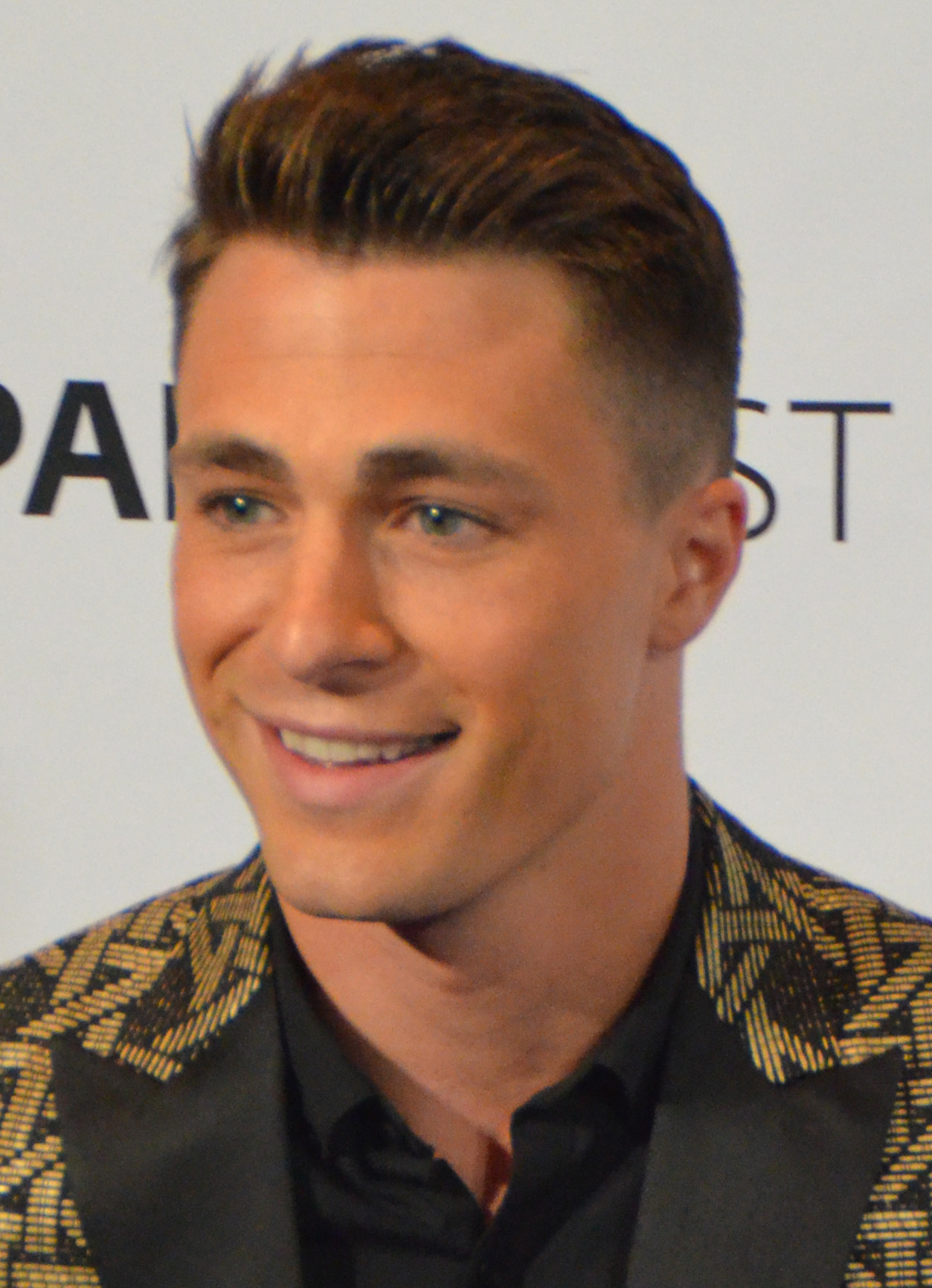
Colton Haynes interprète le Détective Jack Samuels
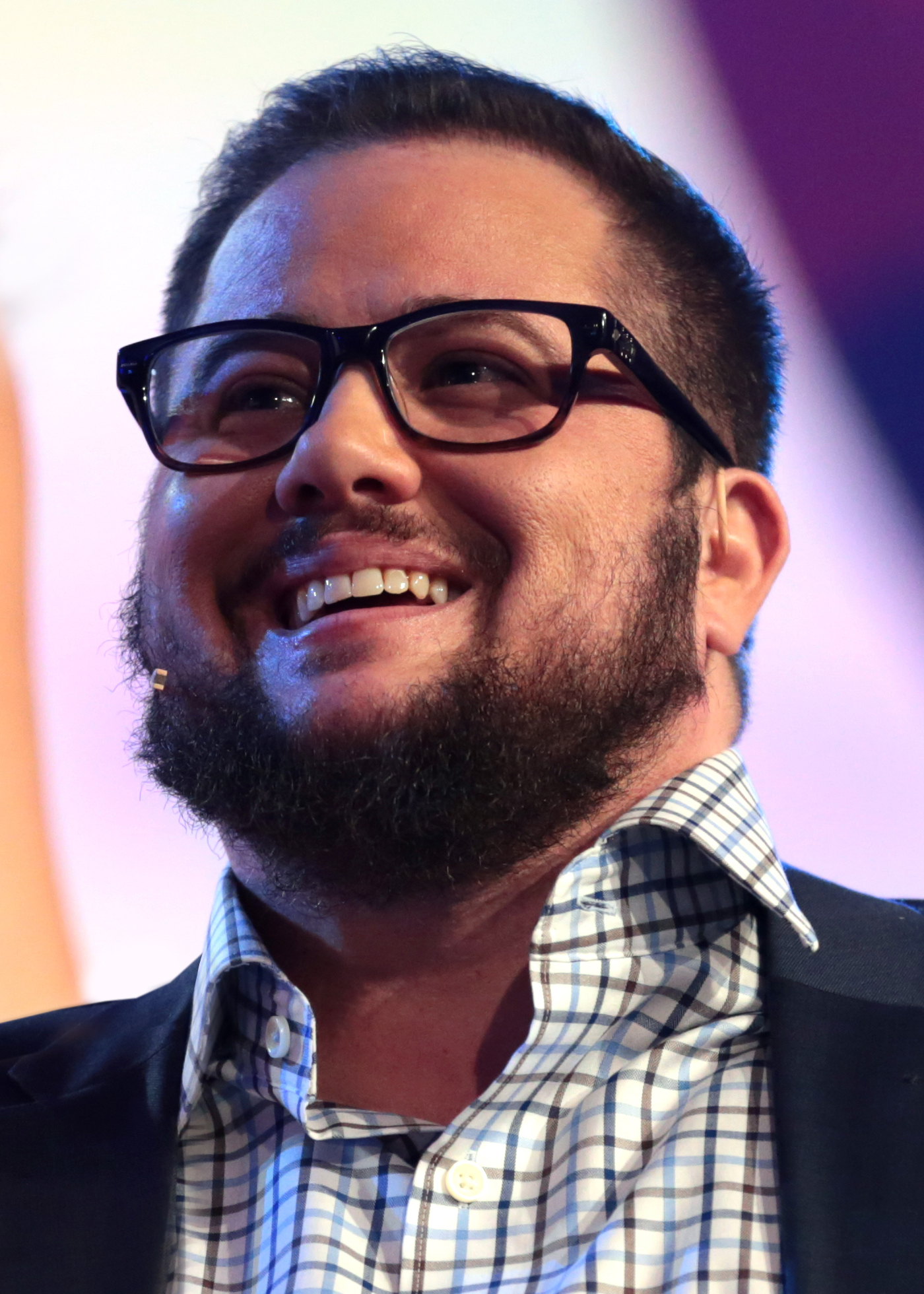
Chaz Bono interprète Gary Longstreet

### Invités spéciaux
- John Carroll Lynch (VF : Jean-François Aupied) : Twisty le Clown (épisodes 1 et 2)
- Emma Roberts (VF : Marie Facundo) : Serena Belinda (épisode 4)
- Mare Winningham (VF : Marie-Laure Beneston) : Sally Keffler (épisode 6)
- Jamie Brewer (VF : Brigitte Lecordier) : Hedda (épisode 7)
- Lena Dunham (VF : Olivia Luccioni) : Valerie Solanas (épisode 7)
- Frances Conroy (VF : Anne Rochant) : Bebe Babbitt (épisodes 7 et 10)

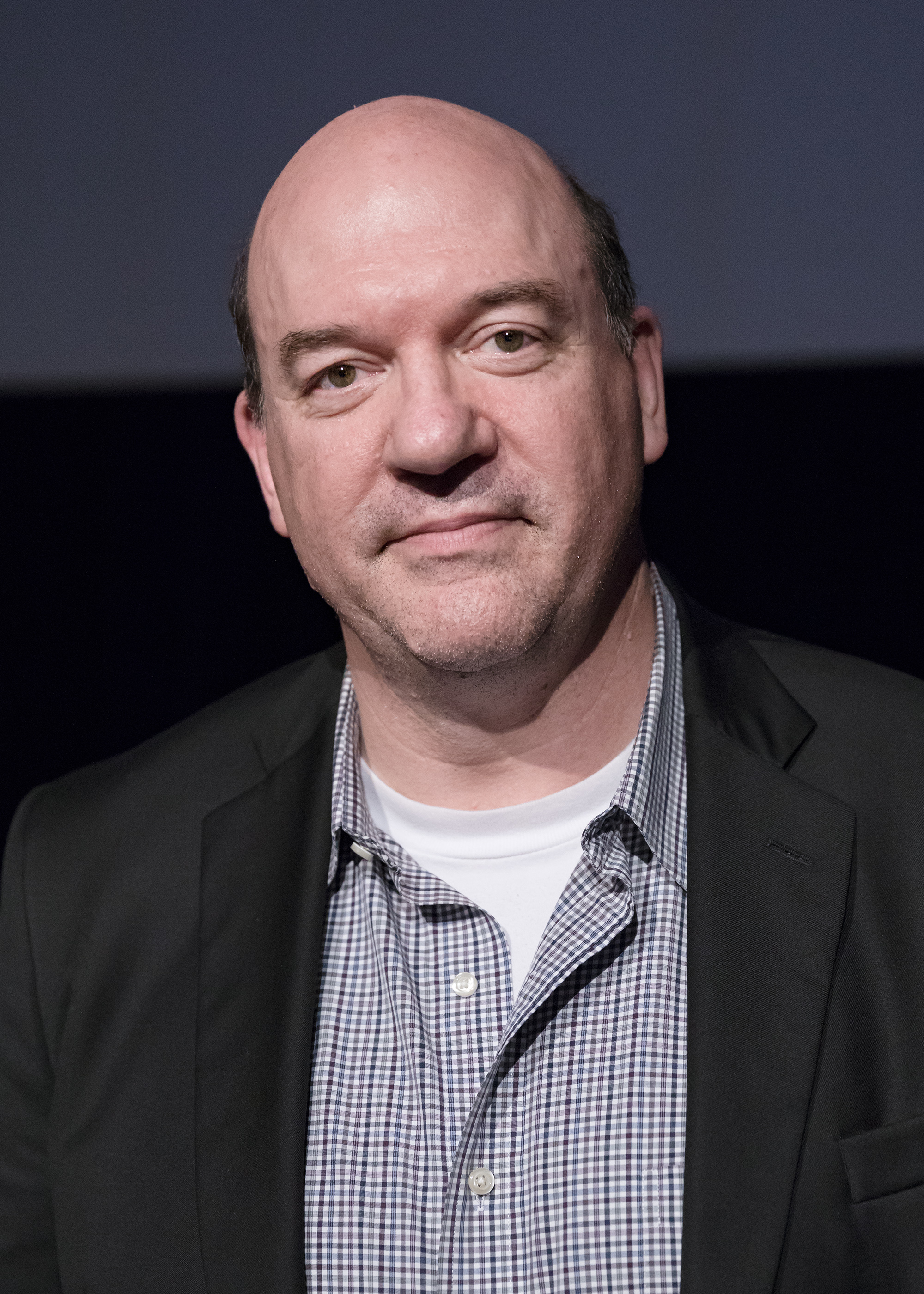
John Carroll Lynch dans le rôle de Twisty le Clown
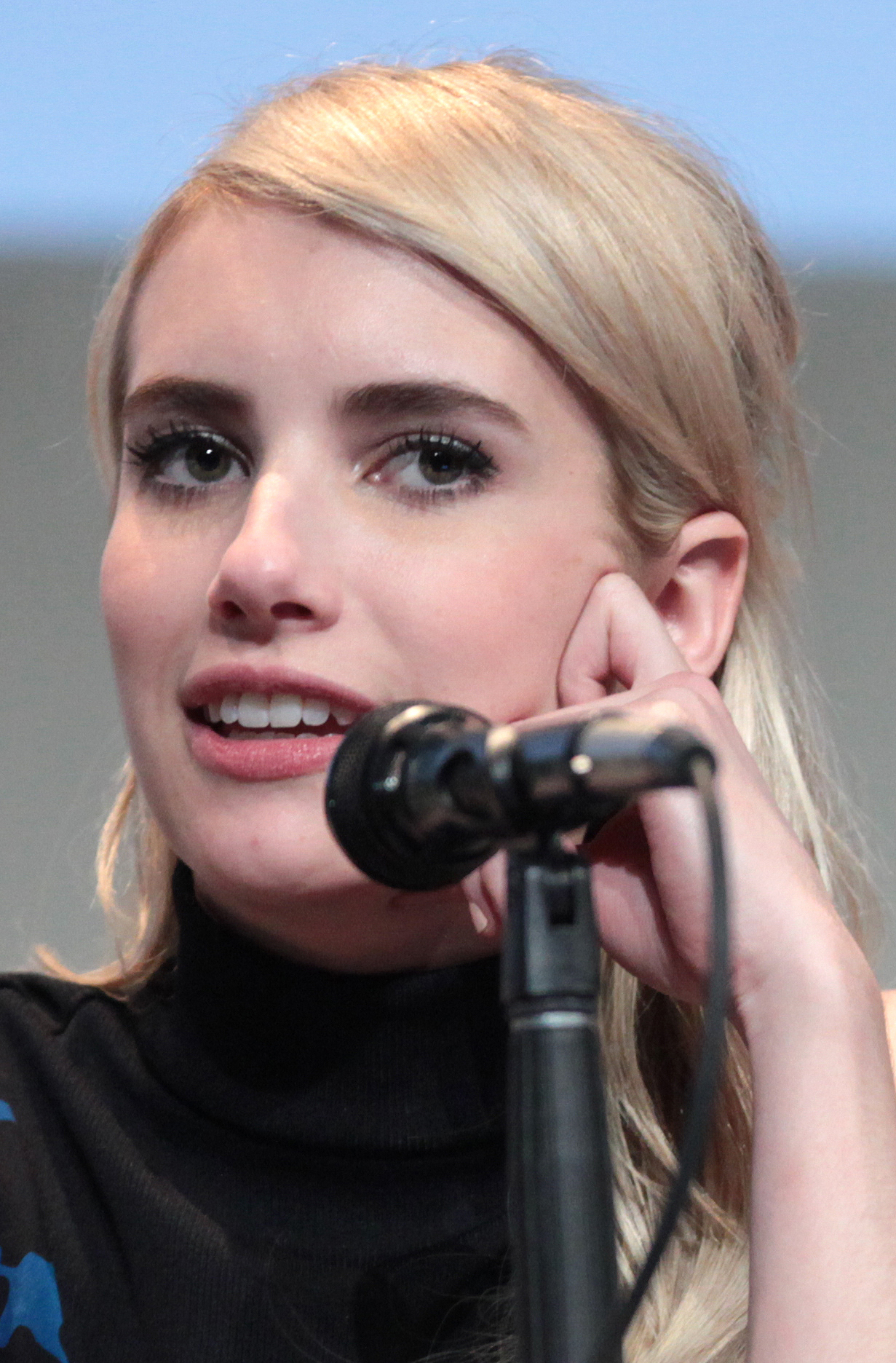
Emma Roberts dans le rôle de Serena Belinda
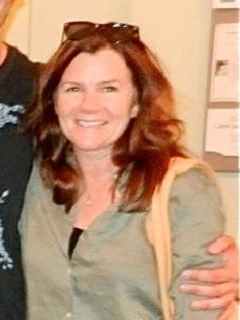
Mare Winningham dans le rôle de Sally Keffler
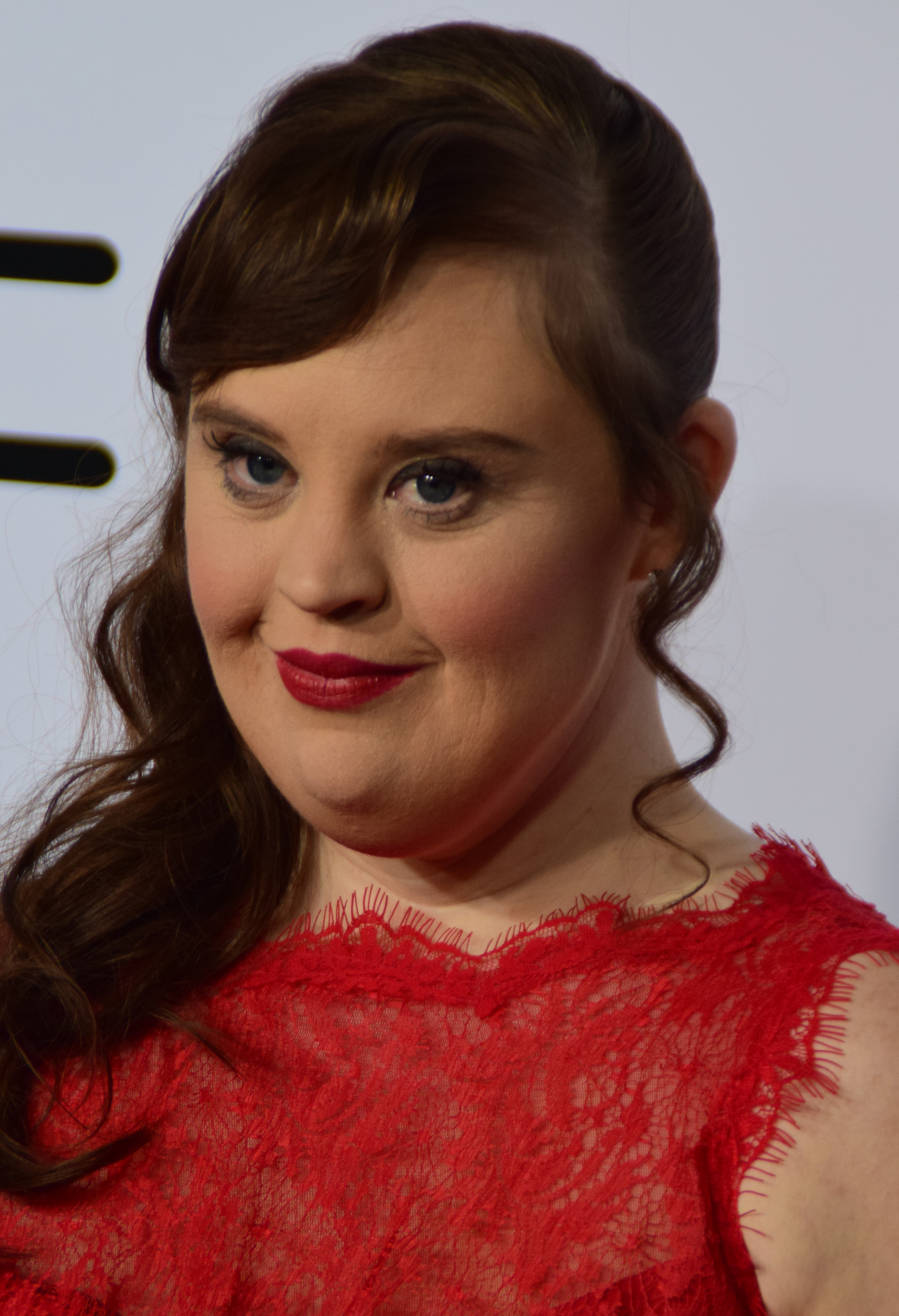
Jamie Brewer dans le rôle d'Hedda
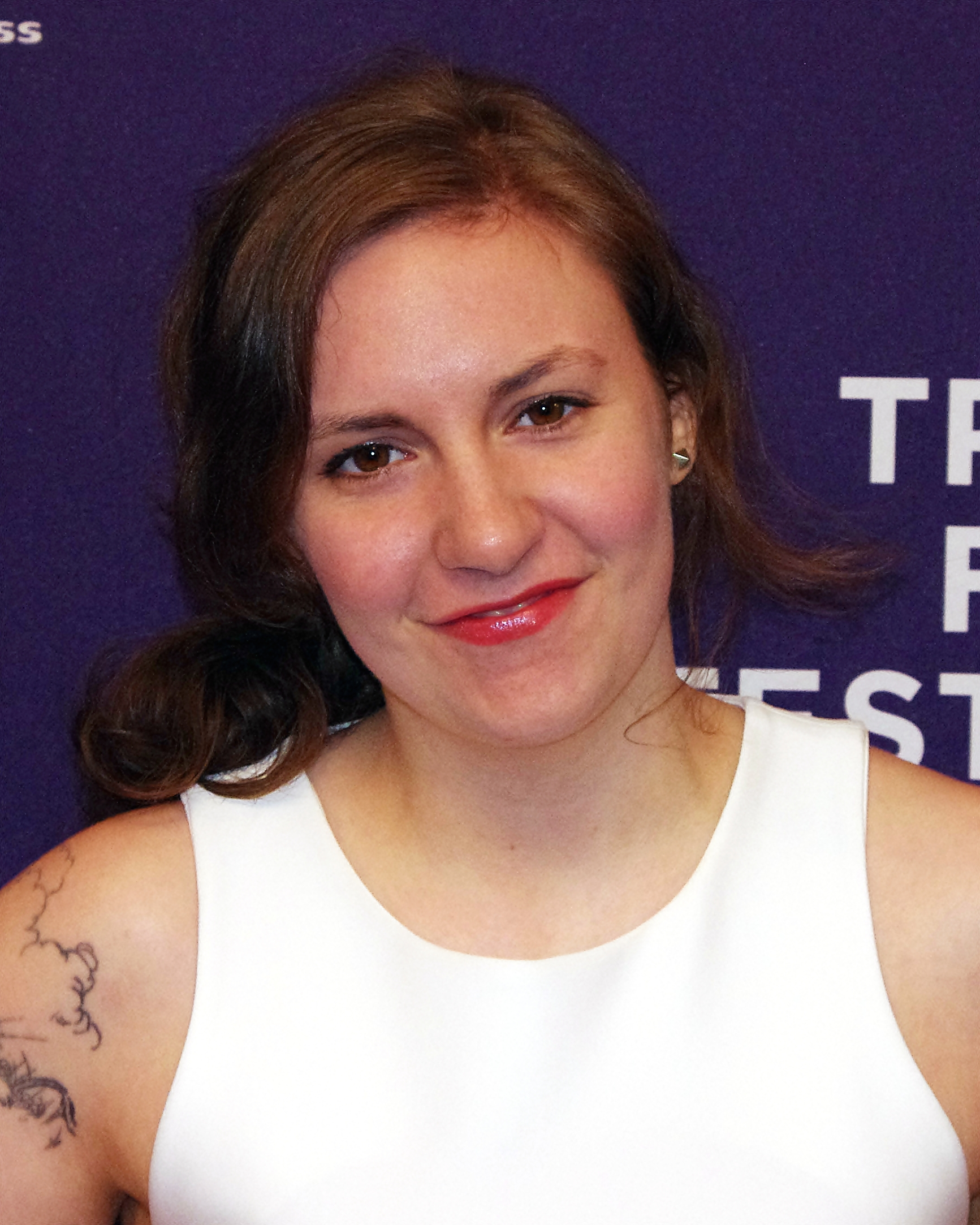
Lena Dunham dans le rôle de Valerie Solanas
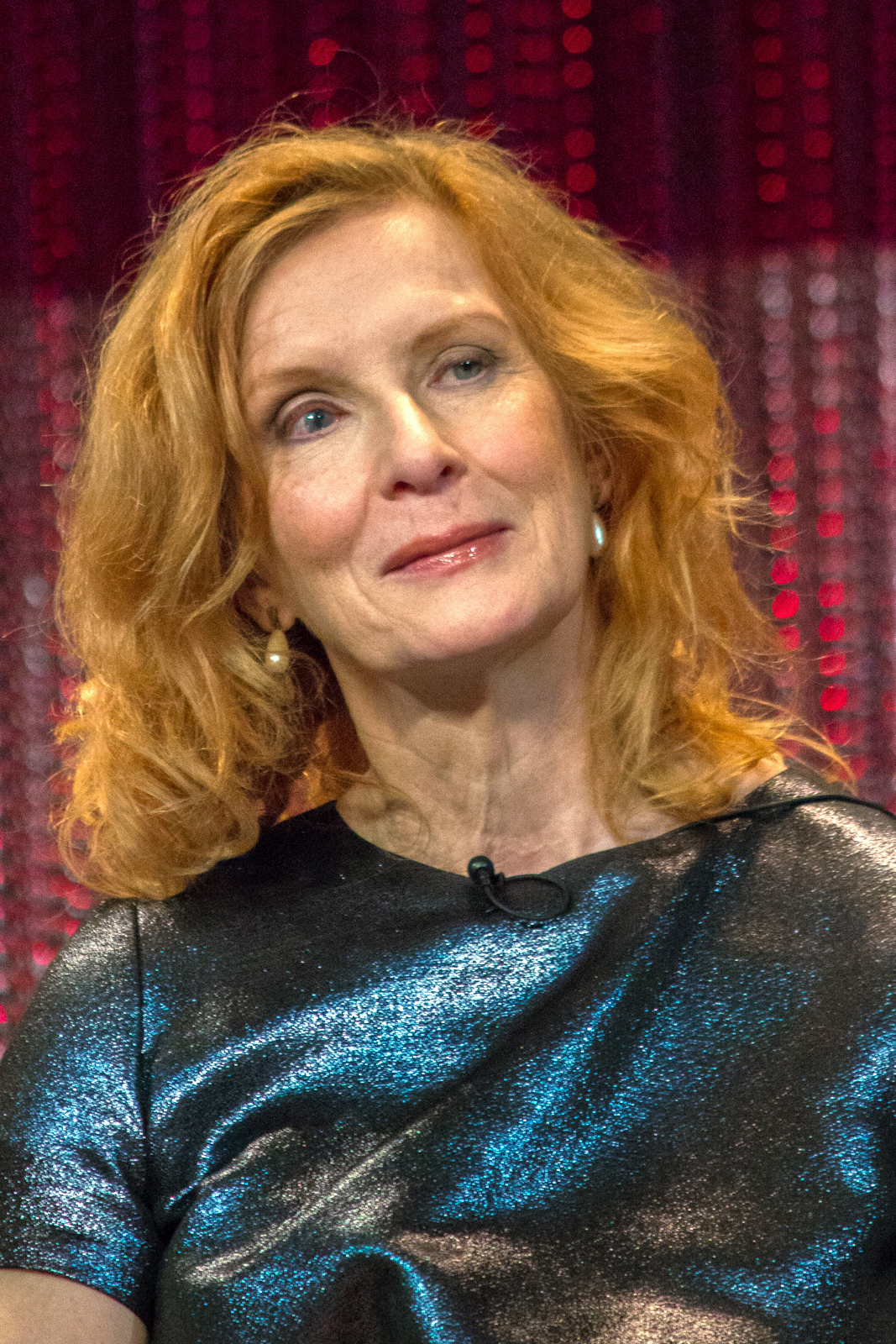
Frances Conroy dans le rôle de Bebe Babbitt

### Invités
- Tim Kang (VF : Stéphane Pouplard) : Tom Chang (épisode 1)
- Nanrisa Lee (VF : Elsa Bougerie) : Marilyn Chang (épisode 1)
- Aimee Carrero : La femme tuée par Twisty (épisode 1)
- Rafael de La Fuente (VF : Gregory Laisné) : L'homme tué par Twisty (épisode 1)
- Zack Ward (VF : Guillaume Bourboulon) : Roger (épisodes 1 et 2)
- Jorge Luis Pallo : Pedro Morales (épisodes 1 et 2)
- Seth Coltan : Le pervers (épisode 3)
- Ron Melendez (VF : Guillaume Bourboulon) : Mark (épisode 3)
- Laura Allen (VF : Hélène Bizot): Rosie (épisode 3 et 5)
- Bill Parks (VF : Bruno Forget) : Cole (épisode 4)
- T.J. Hoban : Vincenzo Ravoli (épisode 4)
- Dot-Marie Jones : Butchy May (épisode 7)
- Ryan Alvarez (VF : Fred Colas) : Maurice (épisode 7)
- Steve Bannos : L'officier de police (épisode 7)
- Lyla Porter-Follows (VF : Nina Madre-Broniszewski) : Bebe Babbitt, jeune (épisode 7)
- Rick Springfield : Le Pasteur Charles (épisode 8)
- Summera Howell : La femme torturée (épisode 8)
- Joseph Will (VF : Fred Colas) : Perry (épisodes 8 et 9)
- Kaiwi Lyman-Mersereau : Gutterball (épisodes 8, 9 et 10)
- Rachel Roberts (VF : Claire Beaudoin) : Sharon Tate (épisode 10)
- Sarah Yarkin : Riley (épisode 10)
- Cathy Marks (VF : Claire Beaudoin) : Dorothy (épisode 10)
- Dennis Cockrum : Herbert Jackson (épisodes 10 et 11)
- Annie Ilonzeh (VF : Kahina Tagherset) : Erica (épisode 11)
- Liz Jenkins (VF : Daria Levannier) : Gloria Whitmore (épisode 11)
- Ian Bamberg (VF : David Dos Santos) : Trevor Geary (épisode 11)

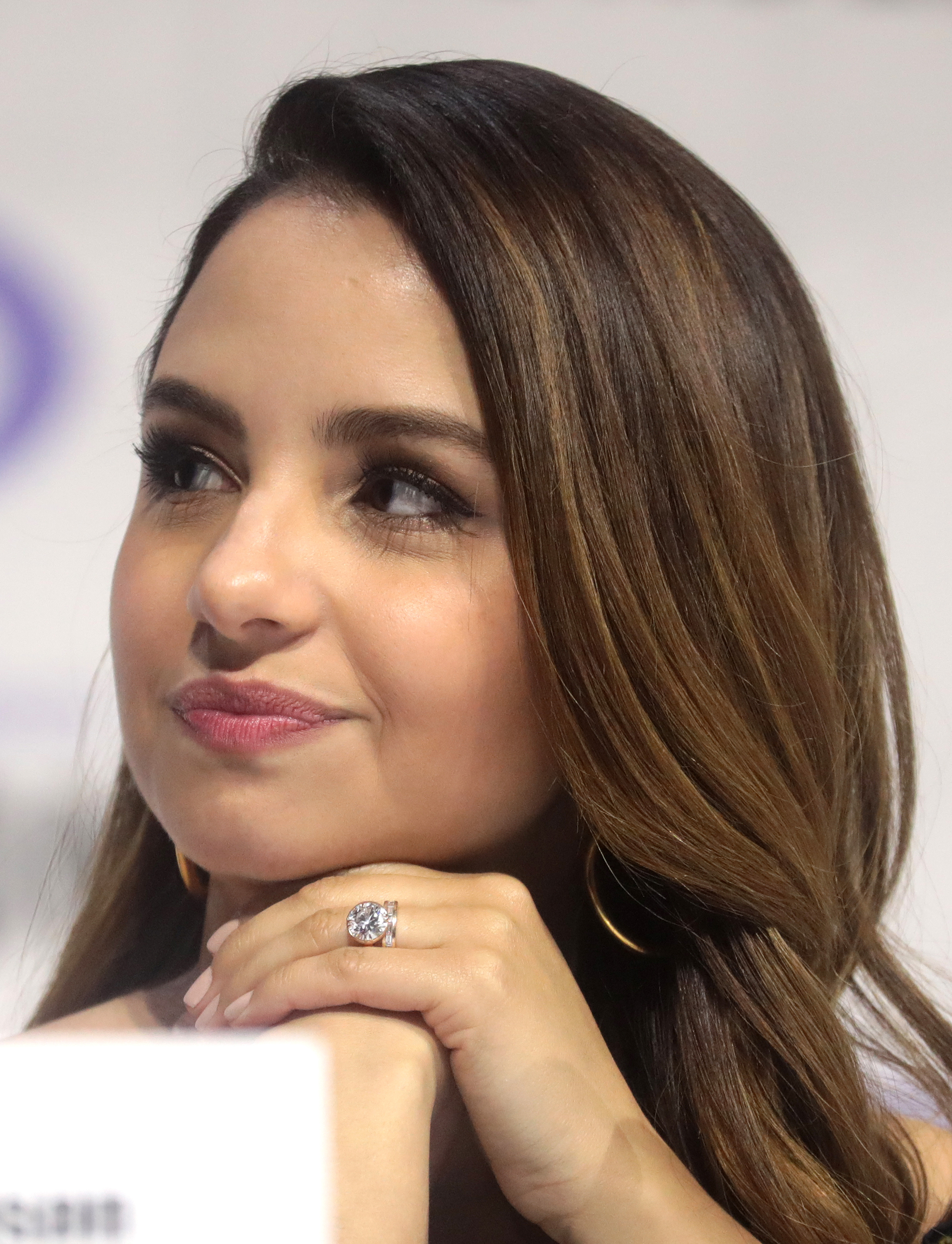
Aimee Carrero interprète la femme tuée par Twisty
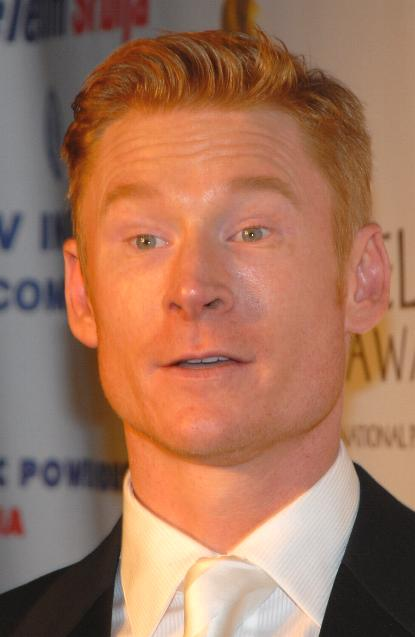
Zack Ward interprète Roger
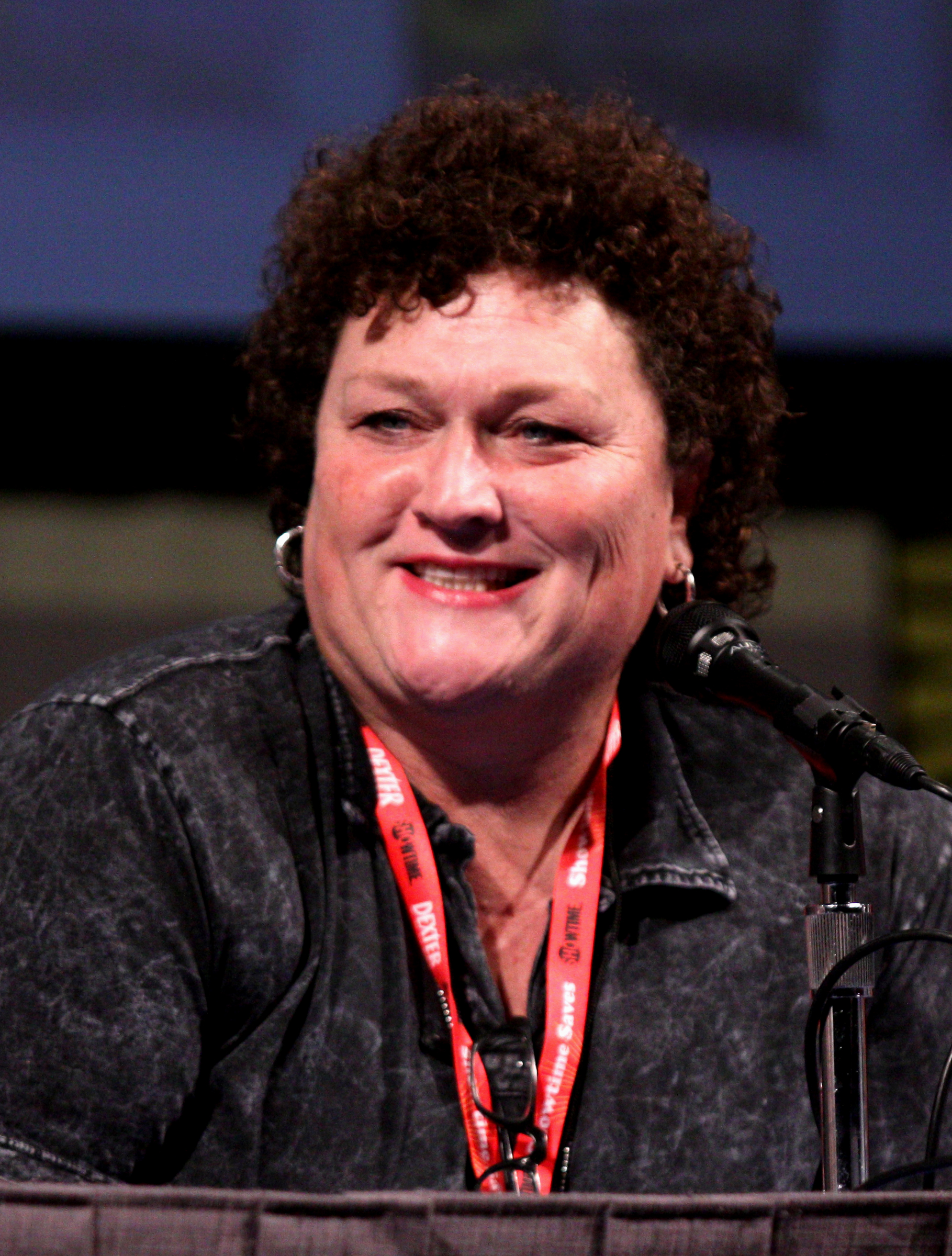
Dot-Marie Jones interprète Butchy May
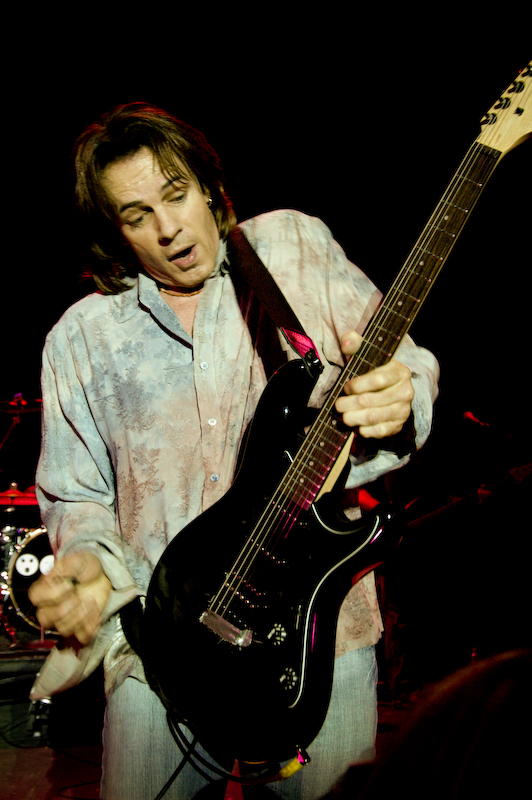
Rick Springfield interprète le Pasteur Charles

## Développement

### Conception
La série est renouvelée pour deux nouvelles saisons le 4 octobre 2016.
Ryan Murphy, le créateur et producteur de la série, a déclaré que des personnages de la saison 4, Freak Show, seront de retour. En février 2017, Murphy annonce dans l'émission Watch What Happens Live de l'animateur américain Andy Cohen que les élections présidentielles américaines de 2016 seront impliquées dans le synopsis de la saison. Il est annoncé en avril que les candidats Donald Trump (le président actuel des États-Unis) et Hillary Clinton seront dans le premier épisode, directement visibles depuis un poste de télévision à l'intérieur de la série. Le premier épisode se passera juste après les résultats de l'élection, et se concentrera sur l'horreur qu'a éprouvé le pays cette nuit-là. Il arrivera alors quelque chose d'horrible aux protagonistes. La ville où se produiront les évènements de cette saison se nommera Brookfield Heights, et le personnage de Sarah Paulson, Ally, sera accusée de meurtre. Le thème officiel est révélé le jeudi 20 juillet 2017, lors du Comic-Con de San Diego : il s'agit de Cult.

### Distribution des rôles
Les vétérans Sarah Paulson et Evan Peters sont annoncés comme personnages principaux lors du Winter 2017 TCA Press. Ils jouent respectivement Ally Mayfair-Richards et Kai Anderson. Un peu plus tard, l'acteur Billy Eichner est embauché pour le rôle d'Harrison Wilton comme acteur récurrent, et en avril 2017, l'actrice Billie Lourd, déjà vue dans l'autre série d'horreur Murphy, Scream Queens, décroche un des rôles principaux, Winter Anderson, la sœur de Kai. 
En mai, l'actrice Leslie Grossman rejoint la distribution récurrente en tant que Meadow Wilton, la femme d'Harrison, tandis qu'Angela Bassett, habituée de l'anthologie, déclare lors d'une interview qu'elle pourrait faire quelques apparitions dans cette saison, sans pour autant le confirmer. Le 26 du même mois, des photos du tournage sont publiés sur Internet, dévoilant l'actrice Adina Porter y incarner son personnage Beverly Hope, une journaliste que ses supérieurs veulent faire taire. Un peu plus tard, d'autres clichés révèlent que l'acteur Cheyenne Jackson sera de la partie, prêtant ses traits au docteur Rudy Vincent, traitant Ally.
En juin, plusieurs rumeurs ont annoncé que Lady Gaga devait apparaître seulement dans quelques épisodes. La chanteuse très occupée ne fera finalement aucune apparition.
Colton Haynes rejoint officiellement la distribution en juin pour, dans le rôle récurrent du détective Jack Samuels. Alison Pill est la suivante annoncée comme Ivy Mayfair-Richards, la femme d'Ally.
En juillet, l'actrice Lena Dunham est la première à intégrer la distribution invitée de cette septième saison. Elle interprète la féministe Valerie Solanas et n'apparaît que dans l'épisode 7. Le même jour que la révélation du thème, Murphy annonce que des acteurs et actrices ayant déjà participé à la série seront de retour. C'est le cas de Mare Winningham, interprétant Sally Keffler, et de Frances Conroy, prêtant ses traits à Bebe Babbitt.
Il est annoncé début août que l'actrice Kathy Bates ne sera pas présente dans cette saison, bien que plus tard dans le mois, celle-ci déclare pouvoir éventuellement apparaître dans quelques épisodes. Durant la même période, il est annoncé qu'Emma Roberts, habituée de l'anthologie, sera de retour pour un seul épisode, dans le rôle de Serena Belinda, une journaliste superficielle obtenant une place mieux placée que celle de Beverly. Fin août, les acteurs James Morosini et Chaz Bono, déjà présents dans la saison précédente, Roanoke, rejoignent la distribution dans les rôles de R.J. et Gary Longstreet, respectivement.
Cult marque la première saison de la série dans laquelle l'actrice Lily Rabe ne joue pas.

### Tournage
Le tournage a débuté le 26 mai 2017.

### Promotion
En juillet 2017, le premier teaser est dévoilé après beaucoup d'images publiées sur le compte de Murphy censées nous indiquer le thème de la saison. Il représente une créature clownesque au masque aux couleurs des États-Unis. Le second représente une armée de figurines, à nouveau clownesques, envahie d'abeilles. Des dizaines et des dizaines d'autres teasers ont vu le jour, inspirés par les clowns, les abeilles et les trous. Le générique de la saison est révélé durant la dernière semaine du mois d'août, tout comme la première bande annonce officielle.

## Épisodes

### Épisode 1:Soir d'élection
- États-Unis /  Canada : 5 septembre 2017 sur FX / FX Canada
- France :
  - 3 novembre 2017 sur Canal+ Séries (en VOSTFr)
  - 30 novembre 2017 sur Canal+ (en VF)
  - 13 juillet 2022 sur Disney+
- Québec : 27 avril 2020 sur AddikTV

- John Carroll Lynch : Twisty le clown
- Tim Kang : Thom Chang
- Nanrisa Lee : Marilyn Chang
- Aimee Carrero : La femme assassinée par Twisty
- Rafael de La Fuente : L'homme assassiné par Twisty
- Jorge-Luis Pallo : Pedro Morales
- Zack Ward : Roger
- Kholee Campbell : Pentagram
- Kimberly Dawn Guerrero : Ballgag
- Zay Harding : Holes
- Bo Roberts : Kooks

Le soir des élections, Ally Mayfair-Richards est horrifiée lorsque Donald Trump est élu président des États-Unis. Ivy, la femme d'Ally, la réconforte. Ailleurs, Kai Anderson se réjouit de la nouvelle, tandis que sa sœur Winter, ayant travaillé pour la campagne d' Hillary Clinton , est dévastée. Kai assiste à une réunion du conseil municipal sur la sécurité d'un centre communautaire juif local . Tom Chang, membre du conseil municipal et voisin d'Ally et Ivy, rabaisse Kai et la motion pour une sécurité accrue est adoptée à l'unanimité.
Ally parle avec son thérapeute, le Dr Rudy Vincent, de ses peurs, notamment de sa coulrophobie. Il suggère des médicaments et une purge des médias sociaux. Alors qu'Ally passe sa journée, elle semble être poursuivie par des clowns.
Ally et Ivy discutent de l'état de leur entreprise commune, un restaurant appelé The Butchery on Main, et de leur mariage. Ils engagent Winter comme nouvelle nounou d'Oz. Kai harcèle un groupe d'hommes hispaniques dans la rue en criant des insultes racistes et en leur lançant un préservatif rempli d'urine. Les hommes battent Kai pendant qu'une fête invisible le filme.
- La saison enregistre l'un des moins bons démarrages de la série.

### Épisode 2:Terreurs nocturnes
- États-Unis /  Canada : 12 septembre 2017 sur FX / FX Canada
- France :
  - 3 novembre 2017 sur Canal+ Séries (en VOSTFr)
  - 7 décembre 2017 sur Canal+ (en VF)
  - 13 juillet 2022 sur Disney+
- Québec : 4 mai 2020 sur AddikTV

- John Carroll Lynch : Twisty le clown
- Zack Ward : Roger
- Jorge Luis Pallo : Pedro Morales
- Kholee Campbell : Pentagram
- Kimberly Dawn Guerrero : Ballgag
- Zay Harding : Holes
- Bo Roberts : Kooks

Ally voit un clown dans le lit avec elle et descend en courant. Ivy inspecte la chambre et ne trouve rien.
Beverly Hope rapporte l'agression de Kai qui a été filmée. Kai annonce sa campagne pour un siège au conseil municipal. Les Wilton emménagent dans l'ancienne maison des Chang. Ils invitent Oz à voir la colonie d'abeilles de Harrison. Harrison révèle à Ally et Ivy qu'il est gay.

### Épisode 3:Psychose
- États-Unis /  Canada : 19 septembre 2017 sur FX / FX Canada
- France :
  - 10 novembre 2017 sur Canal+ Séries (en VOSTFr)
  - 14 décembre 2017 sur Canal+ (en VF)
  - 13 juillet 2022 sur Disney+
- Québec : 11 mai 2020 sur AddikTV

- États-Unis : 2,247 millions de téléspectateurs[3] (première diffusion)

- Laura Allen : Rosie
- Seth Coltan : Le pervers
- Ron Melendez : Mark
- Kimberly Dawn Guerrero : Ballgag
- Zay Harding : Holes
- Kholee Campbell : Pentagram
- Bo Roberts : Kooks

Ally est ravagé par la culpabilité d'avoir tué Pedro. Kai vient à son aide et lui offre sa protection. Harrison et Meadow réprimandent Ally pour ses actions, la qualifiant de raciste. Un camion traverse le quartier en dispersant un produit chimique inconnu. Le lendemain, des dizaines d'oiseaux morts s'étalent sur leur pelouse. Les chauffeurs du camion chimique portent des masques aux visages souriants. Ensuite, des visages similaires apparaissent sur les portes d'entrée du quartier.
Oz reçoit un cobaye, qu'il nomme M. Guinée, comme une soi-disant offrande de paix par Harrison et Meadow. Ally pense qu'il s'agit d'une tentative de creuser un fossé entre elle et Oz car elle n'autorise pas les animaux de compagnie. Ally, Ivy et Oz rentrent chez eux après le dîner pour découvrir que M. Guinée est passé au micro-ondes et explose par la suite. Ally affronte et menace les Wilton. Ils nient leur implication.

### Épisode 4:Neuf novembre
- États-Unis /  Canada : 26 septembre 2017 sur FX / FX Canada
- France :
  - 10 novembre 2017 sur Canal+ Séries (en VOSTFr)
  - 21 décembre 2017 sur Canal+ (en VF)
  - 13 juillet 2022 sur Disney+
- Québec : 18 mai 2020 sur AddikTV

- États-Unis : 2,126 millions de téléspectateurs[4] (première diffusion)

- Emma Roberts : Serena Belinda
- Bill Parks : Cole
- T.J. Hoban : Vincenzo Ravoli

Novembre 2016
Au bureau de vote local pour l'élection, Ivy avec sa femme Ally, Winter et ses amis, le Dr Vincent, les Wilton, Beverly Hope, son caméraman RJ et la rivale de Beverly, Serena Belinda, ont voté. Kai transporte Gary, dont la main semble récemment amputée, jusqu'aux isoloirs. Après que lui et Kai aient voté pour Trump, Gary sort de la cabine et lève son moignon fraîchement coupé en signe d'exclamation.
Le lendemain de l'élection, Harrison, préparateur physique dans une salle de sport, est maltraité par son patron Vincenzo "Vinny" Ravoli. Il rentre ensuite chez lui et découvre d'un Meadow découragé que la banque a saisi leur maison. Le lendemain, le client fréquent de Harrison, Kai, le console après avoir divulgué son dilemme financier. Au milieu d'autres abus verbaux de Vinny, Harrison est exhorté par Kai à se défendre et épingle Vinny sous des haltères, lui écrasant la poitrine avant de le tuer avec un haltère à la tête. Meadow surprend Harrison et Kai en train de démembrer le corps de Vinny. Harrison présente Kai à Meadow comme "quelqu'un en qui croire".
Décembre 2016
Kai tourne son attention vers Beverly, qui a été envoyée dans un centre de réadaptation psychiatrique trente jours plus tôt pour avoir attaqué une adolescente après avoir été humiliée dans ses émissions en direct par des chahuteurs masculins . Kai la trouve en train de crever les pneus de la voiture de Bob Thompson, après que ce dernier ait réduit ses rapports en faveur de ceux de Serena. Kai décrit son plan de domination du monde et lui offre un "pouvoir égal". Pour convaincre le journaliste, Kai et les Wilton assassinent Serena et son caméraman Cole. Beverly les confronte chez lui, mais elle déclare ensuite son allégeance au culte de Kai ainsi qu'à RJ, permettant au journaliste de republier son émission en direct sur le meurtre de Vinny.
Novembre 2016

- Cet épisode tout entier est un flashback expliquant les origines de la secte au centre de cette septième saison.

### Épisode 5:Trypophobie
- États-Unis /  Canada : 3 octobre 2017 sur FX / FX Canada
- France :
  - 17 novembre 2017 sur Canal+ Séries (en VOSTFr)
  - 28 décembre 2017 sur Canal+ (en VF)
  - 13 juillet 2022 sur Disney+
- Québec : 25 mai 2020 sur AddikTV

- États-Unis : 2,199 millions de téléspectateurs[5] (première diffusion)

- Laura Allen : Rosie

Beverly informe Kai que Bob compromet la couverture médiatique des meurtres de clowns et entrave ainsi la campagne de Kai. Kai, Beverly, Winter, Harrison, le détective Samuels, Ivy, Gary et le caméraman de Beverly, RJ, enfilent des masques de clown, pénètrent par effraction dans la maison de Bob et le tuent ainsi qu'un gimp qu'il a suspendu dans son sous-sol.

### Épisode 6:L’Assassin est parmi nous
- États-Unis /  Canada : 10 octobre 2017 sur FX / FX Canada
- France :
  - 17 novembre 2017 sur Canal+ Séries (en VOSTFr)
  - 1er janvier 2018 sur Canal+ Séries (en VF)
  - 13 juillet 2022 sur Disney+
- Québec : 1er juin 2020 sur AddikTV

- États-Unis : 2,149 millions de téléspectateurs[6] (première diffusion)

- Mare Winningham : Sally Keffler

Une fusillade de masse se produit lors du rassemblement politique de Kai Anderson. Il semble avoir été abattu et plusieurs personnes sont tuées. La police arrive et Ally est montré tenant le pistolet.
Plus tôt, Meadow Wilton dit à Ally Mayfair-Richards qu'Ally est ciblée par une secte, dont sa femme Ivy est membre, avant que Meadow ne soit emmenée. Ally se faufile jusqu'à la maison des Wilton et trouve Meadow ligoté. Ally sauve Meadow et l'emmène au restaurant Mayfair-Richards. Meadow dit à Ally que la secte est responsable des événements qui sont arrivés à Ally récemment et explique pourquoi Ivy déteste Ally et a donc rejoint la secte. Elle explique également qu'elle est tombée amoureuse de Kai, mais après avoir réalisé que le sentiment n'était pas réciproque, elle a tenté de quitter la secte mais a été attrapée.
Un flash-back au lendemain de l' élection présidentielle de 2016 révèle qu'Ivy a admis à Kai qu'elle déteste Ally depuis la naissance de leur fils Oz, car Ivy est stérile et Ally ne la laisserait pas nourrir Oz. Kai utilise cela pour manipuler Ivy afin qu'elle le soutienne, et ils complotent sur la façon dont Ivy peut quitter Ally tout en obtenant la garde complète d'Oz. Après avoir quitté Meadow avec le Dr Rudy Vincent, afin que Rudy puisse interroger Meadow et être le témoin d'Ally, Ally va voir Sally Keffler, une candidate rivale de Kai, et lui parle du culte, auquel Sally croit. Cependant, le culte arrive et Kai tue Sally, faisant apparaître sa mort comme un suicide. Ally se cache, mais est retrouvé par Ivy. Cependant, Ivy n'informe pas la secte. Quand Ally revient à Rudy, il dit que Meadow est partie après, à l'insu de Rudy, elle a reçu un appel de Kai. Rudy ne croit pas Ally à propos de la secte.

### Épisode 7:Andy Warhol contre le SCUM
- États-Unis /  Canada : 17 octobre 2017 sur FX / FX Canada
- France :
  - 24 novembre 2017 sur Canal+ Séries (en VOSTFr)
  - 1er janvier 2018 sur Canal+ Séries (en VF)
  - 13 juillet 2022 sur Disney+
- Québec : 8 juin 2020 sur AddikTV

- États-Unis : 2,065 millions de téléspectateurs[7] (première diffusion)

- Frances Conroy : Bebe Babbitt
- Lena Dunham : Valerie Solanas
- Dot-Marie Jones : Butchy May
- Jamie Brewer : Hedda
- Ryan Alvarez : Maurice
- Steve Bannos : L'officier de police
- Lyla Porter-Follows : Bebe Babbitt, jeune

Un reportage révèle que Meadow a été identifié comme le tireur et Ally a été arrêtée. Harrison lit une déclaration préparée concernant les actions de Meadow, incitant la victoire de Trump comme motif. Kai est en avance et est le vainqueur apparent du siège du conseil municipal.
Beverly, Ivy et Winter rencontrent une femme nommée Bebe Babbitt, ancienne amante de la féministe radicale Valerie Solanas . Valérie a cherché à assassiner tous les hommes à l'exception des homosexuels, considérés comme des "traîtres de genre". Parmi ses tentatives de victimes figurait l'artiste emblématique Andy Warhol . Le tournage de Warhol par Valérie a lancé une série d'attaques de SCUM (la société pour la coupe des hommes) contre des couples, déclarant aux femmes que "s'associer avec des hommes ne ferait que vous tuer". Ces attaques ont été attribuées au tueur du zodiaque jamais identifiépar la police et les médias. Valérie a découvert que Bruce, membre masculin gay de SCUM, avait écrit et envoyé les lettres de Zodiac Killer à la presse. SCUM a démembré Bruce en représailles. Valérie s'est finalement présentée à la police pour s'attribuer le mérite des meurtres de Zodiac, mais elle a été rejetée comme délirante. Sa schizophrénie a commencé à s'intensifier par la suite et SCUM s'est désassemblé en conséquence. L'héritage de Valérie est devenu lié au tournage de Warhol.
Le lendemain, Winter trouve Kai en train de communier avec leurs parents momifiés. Winter dit à Kai qu'elle n'est pas satisfaite de chacune de ses actions mais qu'elle l'aime et le soutient toujours. Kai remet en question sa loyauté et lui pose des questions sur une copie du Manifeste SCUM qu'il avait trouvé dans sa chambre. Elle le considère comme un vieux manuel scolaire. Kai lui dit que le livre l'a inspiré à trouver son propre acronyme : FIT (Fear Is Truth). Il note que Harrison a proposé MLWB (Men Lead, Women Bleed). Cette nuit-là, Beverly, Ivy et Winter attirent Harrison à la boucherie et Ivy le démembre avec une tronçonneuse.

### Épisode 8:Winter reste de glace
- États-Unis /  Canada : 24 octobre 2017 sur FX / FX Canada
- France :
  - 24 novembre 2017 sur Canal+ Séries (en VOSTFr)
  - 1er janvier 2018 sur Canal+ Séries (en VF)
  - 13 juillet 2022 sur Disney+
- Québec : 15 juin 2020 sur AddikTV

- États-Unis : 2,061 millions de téléspectateurs[8] (première diffusion)

- Rick Springfield : Le Pasteur Charles
- Summera Howell : La femme torturée
- Joseph Will : Perry
- Kaiwi Lyman-Mersereau : Gutterball

Réduites à des rôles subalternes pour les nouveaux hommes du culte de Kai, Beverly et Ivy envisagent de se rebeller, mais Winter défend son frère. Beverly demande à Winter que Kai la considère comme inutile. Winter raconte une histoire où elle et Kai se sont infiltrés dans un ordre religieux ultra-conservateur dirigé par un pasteur dérangé qui a infligé d'horribles tortures aux pécheurs. Après cela, raconte Winter, Kai est devenu plus sombre et est devenu plus déterminé à réparer les torts.
Winter rend visite à Kai dans le sanctuaire intérieur. Il dit qu'elle doit porter le nouveau Messie à travers Samuels. Alors que Samuels insémine Winter, Kai a l'intention de l'inséminer, la laissant "pure". Quand vient le temps du "rituel", Winter et Samuels objectent et Kai insiste sur le fait que "personne n'est au-dessus de la loi". Vincent montre à Ally une photo de famille et explique que Kai est son frère et Winter (le nouvel amant d'Ivy) sa sœur. Il dit qu'il veillera à ce qu'Ally retrouve Oz. Ally invite Kai à dîner, où elle lui dit que Vincent a l'intention de commettre Kai et détaille sa trahison à venir.
Samuels raconte à Winter comment il a rencontré Kai et a fait chanter Kai pour qu'il soit son partenaire. Samuels insiste sur le fait qu'il n'est pas gay et tente de la violer. Elle prend son arme et lui tire une balle dans la tête.

### Épisode 9:Poison
- États-Unis /  Canada : 31 octobre 2017 sur FX / FX Canada
- France :
  - 1er décembre 2017 sur Canal+ Séries (en VOSTFr)
  - 1er janvier 2018 sur Canal+ Séries (en VF)
  - 13 juillet 2022 sur Disney+
- Québec : 22 juin 2020 sur AddikTV

- États-Unis : 1,483 million de téléspectateurs[9] (première diffusion)

- Joseph Will : Perry
- Kaiwi Lyman-Mersereau : Gutterball

Kai raconte les affaires de cultes infâmes et de leurs dirigeants, notamment Heaven's Gate, Branch Davidians et Peoples Temple. Après avoir affirmé la loyauté de ses miliciens, Kai déclare son intention de se présenter au Sénat lors d'une réunion du conseil municipal.
Winter explique son plan pour échapper à un culte à Ally et Ivy. Avant qu'ils ne puissent mettre un plan en marche, Ally, Ivy et Winter sont escortés jusqu'à la maison Anderson par Speedwagon et les autres miliciens et conduits au sous-sol où Beverly attaque Winter pour lui avoir reproché la mort de Samuels. Aspirant à établir un lien entre son propre mouvement politique et le suicide de masse à Jonestown commis par Jim Jones, Kai demande à chacun de ses partisans de boire des boissons vraisemblablement empoisonnées . Quand ils le font, Kai révèle que les boissons étaient intactes après que tout le monde ait fini sa tasse.

### Épisode 10:Charles (Manson) s'en charge
- États-Unis /  Canada : 7 novembre 2017 sur FX / FX Canada
- France :
  - 1er décembre 2017 sur Canal+ Séries (en VOSTFr)
  - 1er janvier 2018 sur Canal+ Séries (en VF)
  - 13 juillet 2022 sur Disney+
- Québec : 29 juin 2020 sur AddikTV

- États-Unis : 1,82 million de téléspectateurs[10] (première diffusion)

- Frances Conroy : Bebe Babbitt
- Joseph Will : Perry
- Kaiwi Lyman-Mersereau : Gutterball
- Rachel Roberts : Sharon Tate
- Sarah Yarkin : Riley
- Cathy Marks (VF : Claire Beaudoin) : Dorothy
- Dennis Cockrum : Herbert Jackson

Kai décide d'orchestrer une "nuit des mille Tates", faisant référence aux tristement célèbres meurtres de Sharon Tate. Gary et quelques-uns des partisans de Kai pénètrent par effraction dans un bureau local de Planned Parenthood. Une fois à l'intérieur, Gary est entouré de Kai et de ses partisans vêtus de leur tenue de clown et il est poignardé à mort. Au cours d'une interview, Kai suggère que le sénateur sortant est responsable du meurtre de Gary.
Kai commence à soupçonner qu'il y a une taupe dans le culte. Il commence à avoir des hallucinations où il reçoit des conseils du Dr Vincent et de Charles Manson. Ally dit à Kai qu'elle a trouvé un appareil d'écoute. La sonnette retentit et Kai ordonne à Ally de rester où elle est. Kai ouvre la porte et trouve Bebe debout. Ils vont tous les deux au sous-sol où Bebe dit à Kai qu'il ne tient pas sa part du contrat qu'ils ont conclu il y a un an. Bebe tire une arme sur Kai et Ally lui tire une balle dans la nuque.
Ce soir-là, Winter rase la tête de Kai dans la salle de bain. Kai dit à Winter qu'il a l'impression qu'elle s'éloigne et elle dit à Kai que tous ses partisans le quitteront un jour sauf elle. Kai dit à Winter qu'il prévoit de l'avoir à ses côtés quand il sera à la Maison Blanche et ils s'embrassent brièvement. Kai suggère alors à Winter de s'enfuir dans le Montana et sort le billet de train qu'elle a donné à Beverly plus tôt.

### Épisode 11:Grandeur retrouvée
- États-Unis /  Canada : 14 novembre 2017 sur FX / FX Canada
- France :
  - 2 décembre 2017 sur Canal+ Séries (en VOSTFr)
  - 1er janvier 2018 sur Canal+ Séries (en VF)
  - 13 juillet 2022 sur Disney+
- Québec : 6 juillet 2020 sur AddikTV

- États-Unis : 1,974 million de téléspectateurs[11] (première diffusion)

- Dennis Cockrum : Herbert Jackson
- Annie Ilonzeh : Erica
- Liz Jenkins : Gloria Whitmore
- Ian Bamberg : Trevor Geary

Kai informe ses fidèles que la "nuit des mille Sharon Tates" a été rétrogradée à cent.
Ally assassine Speedwagon après avoir découvert qu'il est un informateur de la police d'État. Elle prévient alors le FBI , qui envoie une équipe SWAT prendre d'assaut le sous-sol d'Anderson. Kai va en prison. Beverly convainc le FBI qu'elle était une participante involontaire à la secte et est libérée. L'action clignote en avant 11 mois. Ally révèle à Beverly que le FBI l'a recrutée comme informatrice alors qu'elle était institutionnalisée. Beverly devient alors un conseiller clé de la campagne sénatoriale d'Ally.
Après avoir reconstruit son culte derrière les barreaux avec à la fois des détenus et un agent de sécurité, Kai s'évade d'une prison à sécurité maximale et s'infiltre dans un débat politique télévisé entre Ally et son adversaire. Armé d'une arme fournie par Gloria, il s'attribue le mérite du succès d'Ally et déclare que les femmes devraient apprendre leur place. Kai pointe le pistolet sur la tête d'Ally et appuie sur la gâchette, mais découvre que le pistolet n'est pas chargé. Beverly lui tire une balle dans la tête, le tuant. Ally obtient la grande majorité du vote féminin et remporte un siège au Sénat.
- Lors de la scène de l'anniversaire d'Oz, Ally refuse une interview avec une grande journaliste. On peut noter que Beverly Hope cite Lana Winters, le personnage d’American Horror Story : Asylum dans la liste des journalistes qu'Ally a refusé de voir…